# Кирилл (Завидов)
Митрополит Кирилл (Завидов; ум. 7 мая 1619) — епископ Русской православной церкви, митрополит Ростовский и Ярославский.

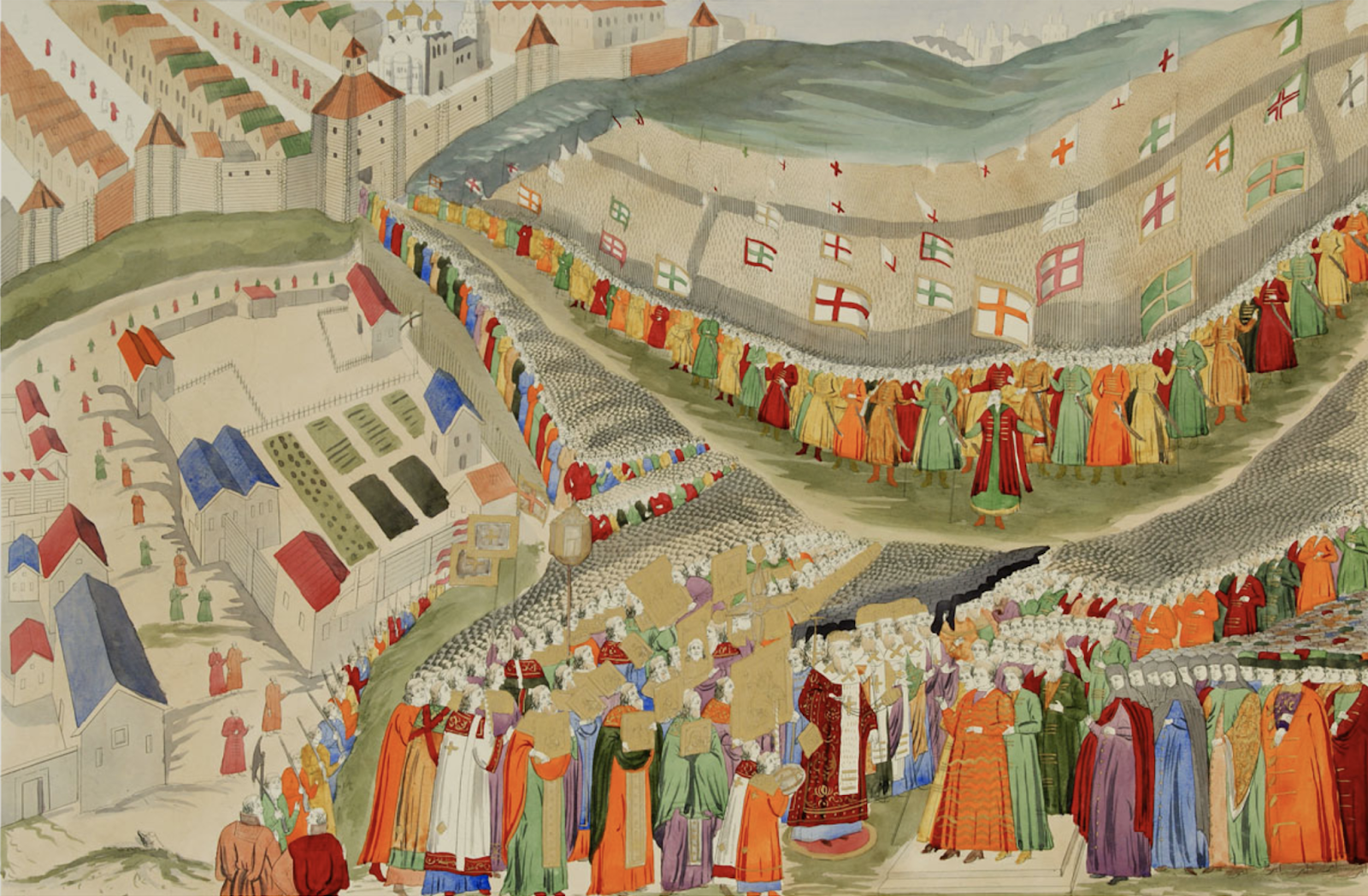
Встреча Михаила Романова в Москве 2 мая 1613 года. Епископ Кирилл во главе духовенства на ковре кадит Михаила Романова, "Коронационный альбом", XVII в.

## Биография
В 1580—1594 годах Кирилл был игуменом новгородского Антониевского монастыря, где возобновил строгий общежительный устав, за что его даже якобы пытались отравить. В 1589 году присутствовал на Соборе по учреждению патриаршества в России.
С 31 июля 1594 года — архимандрит Троице-Сергиева монастыря.
18 марта 1605 года хиротонисан во епископа Ростовского и Ярославского с возведением в сан митрополита. Присутствовал при кончине царя Бориса Годунова.
В апреле 1606 года Лжедимитрий I удалил его с Ростовской кафедры и поставил туда митрополитом Филарета (Романова). Кирилл жил после изгнания в Троице-Сергиевом монастыре.
После того как митрополит Филарет был взят в плен поляками, жители Ярославля в 1611—1612 годах снова пригласили к себе митрополита Кирилла, и он до самой своей кончины управлял Ростовской епархией. Имя митрополита Кирилла, во вторичное управление им Ростовскою епархиею, упоминалось в перечислении всех русских иерархов того времени впереди всех других, так как, за смертию патриарха Гермогена, митрополит Кирилл был первым высшим духовным лицом в России. Он выступал при всех важнейших событиях государственной жизни. Благословил Дмитрия Пожарского на поход на освобождение Москвы. Участвовал в приглашении на царство Михаила Фёдоровича, встречал его при въезде в Москву, присутствовал при коронации. На Земском соборе 1613 года подписался вторым об избрании на царство Михаила Фёдоровича.
Основал Афанасьевский монастырь в Ярославле и построил много храмов в своей епархии, например, великолепный храм в Спасо-Песоцком монастыре над могилою его основательницы княгини Марии, супруги святого благоверного князя Ростовского Василия. При митрополите Кирилле было в Ярославле моровое поветрие, во время которого обретён чудотворный образ Нерукотворенного Спаса и воздвигнута для него обыденная церковь.
Скончался митрополит Кирилл 7 мая 1619 года. Погребён в Ростовском соборе возле южной стены.